# Cabildo de Santiago del Estero

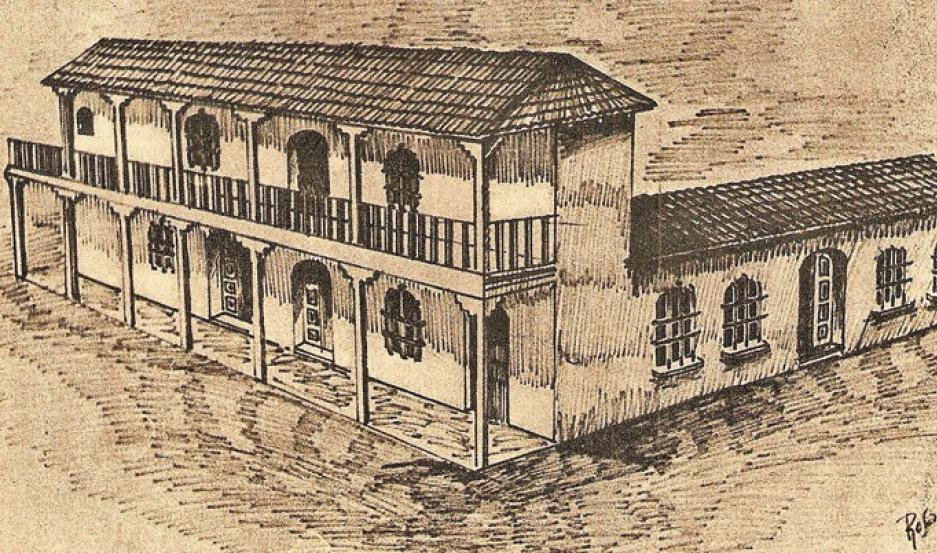
Representación del edificio del Cabildo de Santiago del Estero en el.

El Cabildo de Santiago del Estero fue una institución que administró la ciudad de Santiago del Estero desde su fundación hasta el siglo XIX. Este órgano municipal entendía y resolvía los problemas judiciales, políticos, civiles, económicos y sociales de los vecinos de la comunidad.
También tenía a su cargo el cuidado de la ciudad, el trazado, la higiene, la conservación, la salud pública, la defensa del río Dulce, el abastecimiento, el control de precios y medidas, la seguridad, la moralidad, la cárcel, el cuidado de los presos, agua, acequia real y riego, recaudación de impuestos, defensas contra los indígenas y la construcción de fuertes, gestiones de paz con los indígenas, formación de milicias, etc.

## Historia
La "Casa del Cabildo”, “Casa Real”, “Casa Consistorial o Capitular” o también “Casa del Ayuntamiento”, fue la sede de las autoridades españolas en Santiago del Estero durante la conquista y colonización. Desde su creación en 1554, estuvo integrado por dos alcaldes y tres regidores. Estos cargos se elegían y para ser miembro del organismo, había que ser vecino, es decir ser propietario de vivienda y no ser deudor de la Real Hacienda. La elección debía ser aprobada por el virrey, facultad luego delegada al gobernador, y más tarde al teniente de gobernador. Las reuniones se convocaban con tañidos de campana y los integrantes debían vestir con traje de color negro.
A partir de 1800 se modificó su integración, quedando de la siguiente manera: alcalde de 1° voto (presidía las sesiones en ausencia del teniente de gobernador), alcalde de 2° voto, 3 regidores (Alférez Real, Alguacil Mayor y Fiel Ejecutor). A partir de ese momento dichos cargos pasaron a elegirse anualmente.
Hubo varios Cabildos Abiertos en la historia de esta institución. Los últimos fueron luego de la Revolución de Mayo, el 2 de julio de 1810; para designar el diputado ante la Junta, el 9 de enero de 1811; y para elegir a Juan Felipe Ibarra como teniente de gobernador el 31 de marzo de 1820.

## Edificio
Del único edificio del Cabildo santiagueño del cual se tienen registros, fue el construido durante la gestión del gobernador del Tucumán, Gaspar de Barahona. Dicho inmueble se levantó en terrenos que pertenecieron a doña Margarita Xeres y Calderón, viuda del capitán don Luis Antonio Medina y Garnica y que fueron comprados por las autoridades hacia 1702, cuando se mudó la ciudad y se trasladó la plaza central hacia aquel lugar.
Según las actas capitulares, en 1701 doña Margarita de Xerez y Calderón, vendió al Cabildo una parcela frente a la plaza para que se construyera allí la nueva Casa Capitular. Ocurre que ella tenía su vivienda más al este de la ciudad y en una de las tantas crecidas, el río se la llevó. En compensación se le donó el inmueble de referencia. Posteriormente el teniente de gobernador Felipe de Argañarás y Murguía le pidió que le vendiese una parcela para construir el Cabildo frente a la nueva plaza que se había trasladado adonde está en la actualidad. Como no le pagó el precio de compra, la vendedora reclamó al Cabildo, el que ordenó el pago el 4 de marzo de 1702.
La Casa Capitular fue edificada en dicho terreno a mediados del siglo XVIII, en lo que hoy es la esquina de calles Libertad y Tucumán, ángulo Noroeste, frente a la plaza y al lado del actual Centro Cultural del Bicentenario. Sus linderos eran: al Este, la actual calle peatonal Tucumán; al Sur, la actual calle Libertad; al Norte, una laguna que se extendía hasta la actual calle Pellegrini; y al oeste, se extendía sobre calle Libertad hasta donde hoy es la Dirección de Turismo y parte del actual Centro Cultural. Para entonces su lindero al oeste era la casa de Francisco Ellacuriaga.
Dicho edificio del Cabildo tenía dos plantas. Cada una contaba hacia delante y hacia atrás con dos galerías que tenían el techo sostenido por vigas de quebracho y en la planta alta una baranda de madera. Como era una esquina, formaba un ángulo recto. En el lado que hoy es la peatonal Tucumán, se extendían unos aposentos que eran de una sola planta, que servían para hospedar al gobernador o a otros funcionarios cuando visitaban la ciudad. También servían de vivienda de particulares y en alguna época sirvió también de posada.
En el edificio principal, en su planta baja, se encontraban la Sala Capitular y a su lado la escalera de acceso que llevaba hacia la planta alta. A la izquierda del zaguán había un pequeño cuarto donde estaba situado el calabozo y la cárcel, junto a una escalera de acceso al sector de la planta alta. En esta última estaba el Salón de Acuerdos y a continuación una pequeña sala que era utilizada como oficina por los funcionarios capitulares. Los pisos eran de ladrillos y las puertas y ventanas de madera de algarrobo con rejas de hierro. Los techos estaban coronados con tejas sobre un cañizo cubierto de barro.
Hacia 1810 el edificio comenzó a derrumbarse, por lo que las reuniones comenzaron a realizarse fuera de él. Por su lamentable estado de conservación y antigüedad, se dispuso construir un nuevo edificio. Como el erario público carecía de dinero, se resolvió cobrar un nuevo impuesto al vecindario con ese fin. SIn embargo, llegaron las noticias de la Revolución de Mayo, y se decidió que lo que se recaudare por esos tributos serían para sostener al Ejército del Norte.
Este edificio precario terminó derrumbándose con el terremoto de 1817. Por el peligro que significada el edificio en ruinas, Juan Felipe Ibarra trasladó dicha institución a su casa, en la esquina de las actuales calles Avellaneda y 25 de Mayo.